# 本乡昭由
本鄉昭由，是日本跨媒体制作《数码兽系列》作品原案创作群的集體筆名，沒有實際人物存在，类似製作委員会方式。
由于在日本的著作权法中，這一類型並非個人名義作品，所以得不到法律承認。日本不少動畫制作公司都有類似的制作群，例如東映的“八手三郎”、东映动画的“東堂泉”、日昇的“矢立肇”、TBS系時代劇系列腳本“葉村彰子”、光荣的“澀澤光”、漫画合伙人“藤子不二雄”等。
版权方面，采用了拟人名称（中文官方译为“本乡昭由”）。這個集體筆名是以万代（BANDAI）的「本鄉武一」（本郷武一）、WiZ（ウィズ）的「横井昭裕」（横井あきひろ）和万代的「堀村有由文」（堀村ありよしふみ）名字的结合。

## 成员

### 本鄉武一
本乡武一（本郷武一），万代（BANDAI）原玩具第一事业部部长，后升任董事；期间调任PRODUCTION REED代表董事社长；万代南梦宫集团旗下企业PLEX合并WiZ后，担任WiZ代表董事社长，现已退任。

### 横井昭裕
横井昭裕，原任职于万代，期间设立玩具企划公司WiZ且担任董事，后从万代退社并升任WiZ代表董事社长；万代南梦宫集团旗下企业PLEX合并WiZ后，现已退任。

### 堀村有由文
堀村有由文（堀村ありよしふみ），原任职于万代，携带机“数码怪兽”开发担当，持有多项专利，现已离职。

## 历史

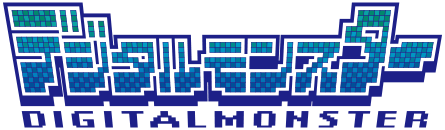
数码宝贝系列/数码宝贝列表

数码宝贝系列最早可追溯到1996年WiZ的原案企划，1996年11月23日“拓麻歌子”发售。1997年2月19日由WiZ和万代（BANDAI）共同申请商标，1997年6月26日以面向男孩的“战斗版拓麻歌子”携带机“数码怪兽”发售，1997年8月15日漫画《C'mon数码宝贝》刊载。1998年电子游戏作品向掌机、家机相继展开，漫画《数码宝贝大冒险V驯兽师01》连载。1999年数码宝贝卡片游戏发售，剧场版、TV动画和小说《数码宝贝大冒险》相继展开，在亚太和欧美等国际市场获得了巨大反响。此时，数码宝贝系列可谓进入了的黄金时期，动画系列在全球超过60个国家和地区播映过，跨媒体制作战略成功展开的数码宝贝系列作为产品的地位突飞猛进。
进入21世纪，携带机系列和数码宝贝卡片游戏在国际市场取得不俗的销量，电子游戏作品向街机、电脑和智能机相继展开。2000年至2002年，TV动画和剧场版《数码宝贝大冒险02》、《数码宝贝驯兽师之王》、《数码宝贝无限地带》陆续播映。2003年开始，漫画《数码宝贝编年史》、TV特别篇《数码宝贝X进化》、漫画《数码宝贝次世代》、TV动画和剧场版《数码宝贝拯救者》相继展开。2007年数码宝贝系列迎来10周年活动。2009年数码宝贝大冒险系列迎来10周年活动。
2010年代开始，TV动画和漫画《数码宝贝合体战争》相继展开。2012年数码宝贝系列迎来15周年活动，游戏和漫画《数码宝贝世界 复元》系列相继展开。2014年数码宝贝大冒险系列迎来15周年活动，游戏和漫画《数码宝贝物语 网络侦探》系列相继展开，剧场版《数码宝贝大冒险tri.》全6章陆续播映。2016年TV动画和漫画《数码宝贝宇宙 应用怪兽》开辟了子系列。2017年数码宝贝系列迎来20周年活动，漫画和小说《数码宝贝编年史X》连载。2019年数码宝贝大冒险系列迎来20周年活动，OVA《数码宝贝大冒险20周年 纪念故事》全5话陆续播映。
2020年代开始，剧场版和小说《数码宝贝大冒险 最后的进化 绊》、TV动画、漫画《数码宝贝大冒险V驯兽师01 ～新的勇气～》、TV动画《数码宝贝幽灵游戏》、漫画《数码宝贝梦想者》相继展开，数码宝贝卡片游戏和生命手环系列在国际市场取得不俗的销量。2022年数码宝贝系列迎来25周年活动，小说《数码宝贝追寻者》、剧场版《数码宝贝大冒险02 起源》相继展开。2024年数码宝贝大冒险系列迎来25周年活动，《数码宝贝漫画》系列连载，漫画和小说《数码宝贝界放者》、TV动画《數碼寶貝BEATBREAK》相继展开。

## 译名
- 系列作品译名方面，总体上中国大陆和台灣官方翻譯為數碼寶貝，香港官方翻譯為數碼暴龍，目前民间通稱数码兽或全称数码怪兽，事实上最早出现的民间翻译即为数码怪兽，另外有时会见到电脑怪物、数字兽、数字怪兽等早期民间翻译。[20]
- 对于动画中数码生命体Digital Monster或Digimon的命名，大体上中国大陆和台灣官方翻譯為數碼寶貝或數碼獸，香港官方翻譯為數碼精靈、數碼暴龍、數碼獸；民间通称数码兽或全称数码怪兽。
- 对于漫画中数码生命体Digital Monster或Digimon的命名，大体上中国大陆和台灣官方翻譯為數碼寶貝，香港官方翻譯為數碼暴龍或暴龍，民间通称数码兽或全称数码怪兽。
- 对于电子游戏中数码生命体Digital Monster或Digimon的命名，大体上中国大陆和台灣官方翻譯為數碼寶貝，香港官方翻譯為數碼精靈，民间通称数码兽或全称数码怪兽。
- 液晶玩具译名随着系列的更新换代有不同的译名，对于Digital Monster，中国大陆和香港官方翻译为暴龍機或數碼暴龍機，台灣官方翻译为怪兽对打机，民间通称携带机或数码怪兽；对于动画和漫画作品中的Digivice，中国大陆官方翻译为暴龍機、數碼暴龍機、數碼寶貝機、神聖計劃，香港官方翻译为暴龍機、數碼暴龍機、數碼配章、數碼器，台灣官方翻译为暴龍機、寶貝機、神聖計劃，民间通称数码器。
- 对于Appmon，中国大陆官方翻译为应用兽，香港官方翻譯為程式獸，台灣官方翻譯為APP獸；[21]对于Appli Monster，中国大陆官方翻译为应用怪兽，香港官方翻譯為程式精靈，台灣官方翻譯為APP怪獸。[22]

## 註解
1. ↑  本作共经历过五次标签修改（TV动画版→剧场版→OVA→剧场版→剧场版/OVA混用）。
2. ↑  数码宝贝动画系列25周年企划的网络期刊《数码宝贝漫画》（DIGIMON COMIC）全4号（2024年8月10日-2025年5月2日），日文和英文连载《数码宝贝再收集》（デジモンリコレクション，Digimon ReCollection/Digimon Rikollection）、《数码宝贝悖论》（デジモンパラドクス，Digimon Paradox）、《数码宝贝铁拳制裁》（デジモンナックルズ，Digimon Knuckles）、《迷你数码宝贝・皇家骑士物语》（ひらがなでじもん・ろいやるないつ物語，Mini Digimon: Story of the Royal Knights）、《数码宝贝追寻者 ～三叉路的魔女～》（デジモンシーカーズ ～三叉路の魔女～，Digimon Seekers ～The Crossroad Witch～）、《数码宝贝追寻者 -外壁贫民街的恶梦-》（デジモンシーカーズ -ウォールスラムの悪夢-，Digimon Seekers -Wall Slum's Nightmare-）、《数码宝贝回归》（デジモンゲットバック，Digimon Getback/Digimon Get Back）短篇网络漫画。
3. ↑  2024年8月10日-8月25日于东京池袋太阳城展示厅C和2024年10月5日-10月20日于大阪心齋橋OPA百货7楼特設会場举办的「动画25周年纪念 数码宝贝大冒险展」（アニメ25周年記念 デジモンアドベンチャー展），现场限量分发网络期刊《数码宝贝漫画》（DIGIMON COMIC）日文版特别册子，共收录《数码宝贝再收集》、《数码宝贝悖论》、《数码宝贝铁拳制裁》、《迷你数码宝贝・皇家骑士物语》每部作品的第1话以及《数码宝贝界放者》第0话（彩色「条漫」重排版成黑白「页漫」）；2024年10月16日于纽约曼哈頓「日本协会」（Japan Society）举办的《數碼暴龍 LAST EVOLUTION 絆》特映会和2024年10月17日-10月20日于賈維茨會議中心举办的「紐約漫畫展」（New York Comic Con）等一系列欧美地区展会活动，现场限量分发网络期刊《数码宝贝漫画》英文版特别册子，共收录《数码宝贝再收集》、《数码宝贝悖论》、《数码宝贝铁拳制裁》、《迷你数码宝贝・皇家骑士物语》、《数码宝贝追寻者 ～三叉路的魔女～》每部作品的第1话以及《数码宝贝界放者》第0话（彩色「条漫」重排版成黑白「页漫」）。